# Guy Warman
Pour les articles homonymes, voir Warman.
Frederic Sumpter Guy Warman, né le 5 novembre 1872 et mort le 12 février 1953, est un ecclésiastique britannique de l'Église d'Angleterre. Il occupe trois fonctions épiscopales successives entre 1919 et 1947.

## Biographie
Warman étudie à la Merchant Taylors' School de Northwood (Hertfordshire) puis à Pembroke College à Oxford, avant d'être ordonné prêtre en 1896. Il est responsable de la cure de Leyton de 1895 à 1899 et de celle d'Hastings de 1899 à 1901, puis il devient directeur adjoint de St Aidan's College à Birkenhead. Il est ensuite vicaire de Birkenhead de 1902 à 1907, directeur de St Aidan's College de 1907 à 1916 puis vicaire de Bradford de 1916 à 1919. Après avoir été consacré évêque en 1919, il occupe pendant quatre ans l'évêché de Truro en Cornouailles, puis il devient évêque de Chelmsford en 1923 et enfin évêque de Manchester six années plus tard. 
De 1910 à 1914, Warman est rédacteur-en-chef de la revue académique The Churchman aux côtés du Dr Dawson Dawson-Walker, professeur d'exégèse biblique à l'université de Durham.
Warman démissionne de sa fonction épiscopale en 1947, six ans avant sa mort.

## Vie familiale
Warman est l'époux de Gertrude, fille de l'inspecteur Norwood Earle. Il est père de deux fils dont Francis Frederic Guy, qui deviendra plus tard archidiacre d'Aston.